# Franz Pilarski
Franz Pilarski (* 1906 in Miedzno, heute ein Ort der Gmina Osie; † 1985) war ein deutscher KPD-Funktionär und Funktionär der DDR-Blockpartei DBD. Er war Widerstandskämpfer gegen das NS-Regime und später Landesvorsitzender der DBD in Mecklenburg.

## Leben
Pilarski kam als Sohn einer Landarbeiterfamilie zur Welt. Er besuchte verschiedene polnische Volksschulen und sprach daher fließend Polnisch. Seine Eltern waren als Wanderlandarbeiter auf verschiedenen Gütern Vorpommerns beschäftigt. Pilarski selbst erlernte den Beruf des Bauschlossers, später war er als reisender Handelsvertreter und als Land- und Waldarbeiter tätig. 
1929 hatte er für neun Wochen die Sowjetunion besucht. 1931 gehörte er zu den Mitbegründern der KPD-Ortsgruppe in Hanshagen. Er war Mitglied des Landarbeiterverbandes, der Roten Hilfe und der Revolutionären Gewerkschaftsopposition. Pilarski war auch Sekretär des 1925 auf Initiative der KPD gegründeten „Kultur- und Bildungsvereins polnischer Arbeiter in Deutschland“.
Nach der „Machtergreifung“ durch die Nationalsozialisten beteiligte sich Pilarski am illegalen kommunistischen Widerstand. Im Auftrag der Hanshagener Kommunisten stellte er die Verbindung nach Greifswald zu den Kommunisten Erich Böhmke, Hermann Lindgreen und Max Weiß sowie nach Wusterhusen zu den Kommunisten Wilhelm und Rudolf Kühlbach, Ernst Meier und Gottfried Rappke her. Wegen seiner Tätigkeit als Organisationsleiter der KPD Hanshagen und Mitglied der Unterbezirksleitung der KPD verbrachte Pilarski in den Jahren 1933 und 1934 einige Zeit in „Schutzhaft“ im KZ Lichtenburg. Während des Zweiten Weltkrieges wurde er zur Wehrmacht eingezogen und geriet in britische Kriegsgefangenschaft. Diese verbrachte er bis 1946 im Lager Wilton Park.
Nach seiner Rückkehr nach Deutschland (in die Sowjetische Besatzungszone) übernahm er eine Neubauernstelle und trat der SED bei. Von Januar 1947 bis April 1948 gehörte er der SED-Kreisleitung in Greifswald als agrarpolitischer Berater an, von April bis Juni 1948 war er dort Organisationssekretär des Kreisverbandes der Vereinigung der gegenseitigen Bauernhilfe. 
1948 gehörte er wie Ernst Goldenbaum dem Gründungsausschuss der DBD in Mecklenburg an. Noch im selben Jahr löste er Goldenbaum als Landesvorsitzender der DBD im wichtigen Gründungszentrum Mecklenburg ab. Bereits 1949 wurde Pilarski jedoch von Ernst-Walter Beer als Landesvorsitzender selbst abgelöst. Pilarski wechselte im September 1949 als Personalleiter und Sekretariatsmitglied zum DBD-Parteivorstand nach Berlin. In der DBD bekleidete er im Laufe der Jahre immer unbedeutendere Posten, zuletzt war er Bibliothekar der DBD-Parteischule in Borkheide. Bereits 1957 bat er um Wiederaufnahme in die SED, jedoch willigte das Sekretariat des Parteivorstandes der DBD erst auf Drängen der SED 1959 in den Austritt Pilarskis ein. 
1959 wurde er Sekretär der Gesellschaft für Deutsch-Sowjetische Freundschaft an der Universität Greifswald.